# Emitis Pohl
Emitis Pohl (* 24. Dezember 1973 in Teheran, Iran, geb. Leylaz Mehrabadi) ist eine deutsch-iranische Unternehmerin und  Autorin.

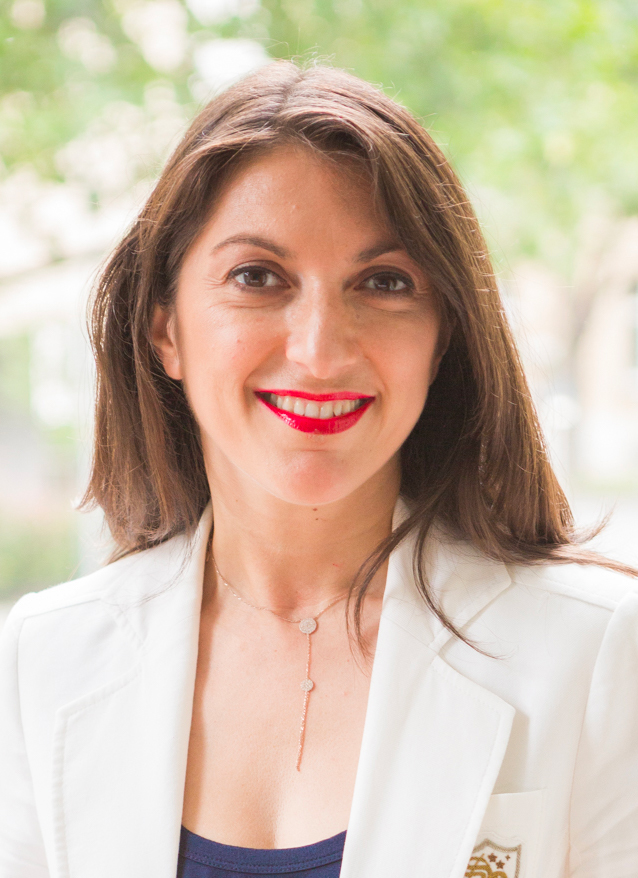
Emitis Pohl (2016)

## Leben
Pohl wuchs in einer wohlhabenden Familie in Teheran auf. Im Alter von 13 Jahren flüchtete sie nach sieben Jahren des Ersten Golfkriegs ohne Begleitung nach Deutschland und machte in Gießen ihr Abitur. Danach begann sie ein Studium des Bauingenieurwesens, welches sie nach dem Vordiplom abbrach, und absolvierte im Jahr 2000 ein duales Studium zur Werbekommunikationsfachwirtin. Von 1999 bis 2007 arbeitete sie als Event- und PR-Managerin bei einer Kölner Werbeagentur und machte sich Jahr 2007 mit ihrer eigenen Agentur selbstständig. Im Jahr 2016 veröffentlichte Pohl mit dem autobiografischen Roman „Deutschsein für Anfänger – Integration ist meine Pflicht!“ ihr Erstlingswerk als Buchautorin. Pohl ist Mitglied der CDU und erhielt im Jahr 2018 den Mittelstandspreis der Mittelstands- und Wirtschaftsunion in der Kategorie Unternehmen. Im Januar 2022 gründete Pohl gemeinsam mit anderen den Verein „seiSTARK e. V.“, der sozial benachteiligte Frauen unterstützt. Seit Beginn des Kriegs in der Ukraine schuf der Verein unter der Führung von Pohl als Vereinsvorsitzenden zahlreiche Angebote für ukrainische Geflüchtete.

## Öffentlichkeit
Pohl trat einer breiteren Öffentlichkeit erstmals im Anschluss an die sexuellen Übergriffe in der Silvesternacht 2015 in Erscheinung, bei denen sie mit ihren Töchtern und ihrem Ehemann am Ort des Geschehens war. Infolgedessen war sie in den Sendungen Stern TV, Hart aber fair, Maischberger und Maybrit Illner zu Gast und kritisierte die damalige Flüchtlingspolitik der Bundesregierung und einen ihrer Ansicht nach zu laschen Umgang mit kriminellen Flüchtlingen. Im Anschluss an ihre Auftritte wurde Pohl in sozialen Medien und im persönlichen Umfeld Fremdenfeindlichkeit und eine inhaltliche Nähe zur AfD vorgeworfen.
Im Jahr 2020 wirkte Pohl in der RTL-II-Sendung „3 Familien – 3 Chancen! Das große Sozialexperiment“ mit, in der sie gemeinsam mit dem Unternehmer Patrick Grabowski als Expertin die Aufgabe hatte, Langzeitarbeitslosen bei der Rückkehr in das Erwerbsleben zu unterstützen.
Im November 2021 nahm sie an der ZDF-Sendung Auf der Couch teil und diskutierte mit Jeremias Thiel über das Thema „Wege aus der Armut“. Im Mai 2022 wurde im WDR-Magazin Frau tv ein Beitrag über den Lebensweg von Pohl sowie die Bedeutung von Vorbildern für den Erfolg gesendet. Im Juni 2022 folgte ein weiterer TV-Auftritt in der ZDF-Sendung ZDFheute live zum Thema „Armutsbetroffen – selbst schuld?“ mit Sarah-Lee Heinrich.
Sie hatte eine langjährige Bekanntschaft mit Gernot Mörig.